# Margaret Beacham
Margaret Beacham (Margaret Anne Beacham, geb. Moir; * 28. September 1946) ist eine ehemalige britische Mittelstreckenläuferin.
Nachdem sie in der Halle 1967 britische Vizemeisterin im Meilenlauf und 1970 britische Vizemeisterin über 1500 Meter geworden war, errang sie 1971 den britischen Hallentitel über 1500 Meter. Über dieselbe Distanz siegte sie kurz danach bei den Leichtathletik-Halleneuropameisterschaften in Sofia in der Hallenweltbestzeit von 4:17,2 min.
1972 wurde sie britische Hallenmeisterin über 800 Meter. Bei den Halleneuropameisterschaften 1972 in Grenoble schied sie im Halbfinale aus.